# راینهارد شوارتسنبرگر
راینهارد شوارتسنبرگر (انگلیسی: Reinhard Schwarzenberger؛ زادهٔ ۷ ژانویهٔ ۱۹۷۷) اسکی‌باز پرش اهل اتریش است.